# Metanefrine

Metabolizarea noradrenalinei, cu normetanefrina vizibilă în colțul din stânga sus.

Metanefrinele reprezintă un grup de molecule compus din metanefrină și normetanefrină.
Un articol în Journal of the American Medical Association din 2002 a indicat că măsurarea în plasmă a nivelului de metanefrine libere este cel mai bun instrument în diagnosticul feocromocitomului, un neoplasm corticosuprarenal.